# 三輪町 (奈良県)
三輪町（みわちょう）は奈良県の中部、磯城郡に属していた町。現在の桜井市の中心部に北接する地域にあたる。本項では町制前の名称である式上郡三輪村（みわむら）についても述べる。

## 地理
- 河川 ： 大和川

## 歴史
- 1889年（明治22年）4月1日 - 町村制の施行により、三輪村、金屋村、上之庄村が合併して式上郡三輪村が発足。
- 1891年（明治24年）1月7日 - 三輪村が町制施行して三輪町となる。
- 1897年（明治30年）4月1日 - 所属郡が磯城郡に変更。
- 1955年（昭和30年）7月10日 - 織田村・纏向村と合併して大三輪町が発足。同日三輪町廃止。
- 1963年（昭和38年）4月1日 - 大三輪町が桜井市に編入。

## 交通

### 鉄道路線
- 日本国有鉄道
  - 桜井線
    - 三輪駅

### 道路
- 国道169号